# الشيخ عمر سيسوكو
الشيخ عمر سيسوكو (مواليد سنة 1945) (بالفرنسية: Cheick Oumar Sissoko)‏ سياسي ومخرج أفلام مالي.

## مسيرته
طالب سيسوكو في باريس، وحصل على شهادة الدراسات المعمقة في التاريخ الأفريقي وعلم الاجتماع، ودبلوم من مدرسة الدراسات العليا في العلوم الاجتماعية في التاريخ والسينما. ثم تلقى دروسًا في السينما في كلية لويس لوميير.
عند عودته إلى مالي، تم تعيينه مديرا في المركز الوطني للإنتاج السينمائي (CNPC). هناك أخرج فيلم (Sécheresse et exode rural).
في عام 1995، أخرج فيلم غيمبا الطاغية الذي حصل على جائزة لجنة التحكيم الخاصة في مهرجان لوكارنو، وجائزة أفضل فيلم روائي طويل في مهرجان الفيلم الأفريقي السادس في ميلانو سنة 1996، والجائزة الأولى في المهرجان الأفريقي للسينما والتلفزيون في واغادوغو.
في عام 1999، تم إصدار (La Genèse) وحصل مرة أخرى على لجائزة الأولى في المهرجان الأفريقي للسينما والتلفزيون في واغادوغو. وجائزة أفضل فيلم روائي طويل في مهرجان الفيلم الأفريقي العاشر في ميلانو (2000).
في 5 مايو 2013، تم انتخاب الشيخ عمر سيسوكو أمينًا عامًا لاتحاد عموم إفريقيا لصانعي الأفلام (FEPACI).

### المجال السياسي
في 16 أكتوبر 2002، تم تعيين الشيخ عمر سيسوكو (رئيس حزب التضامن الإفريقي من أجل الديمقراطية والاستقلال) وزيرا للثقافة في حكومة أحمد محمد آغ حماني. وقد ظلّ في هذا المنصب حتى 3 مايو 2004 في حكومة عثمان العيسوفي مايغا، وغادر الحكومة فور استقالته في 27 سبتمبر 2007.

## روابط خارجية
- الشيخ عمر سيسوكو على موقع IMDb (الإنجليزية)
- الشيخ عمر سيسوكو على موقع ألو سيني (الفرنسية)
- الشيخ عمر سيسوكو على موقع قاعدة بيانات الفيلم (الإنجليزية)
- الشيخ عمر سيسوكو على موقع كينوبويسك (الروسية)